# Віллальвернія
Віллальвернія (італ. Villalvernia, п'єм. Vila Vèrnia) — муніципалітет в Італії, у регіоні П'ємонт,  провінція Алессандрія.
Віллальвернія розташована на відстані близько 440 км на північний захід від Рима, 100 км на схід від Турина, 22 км на південний схід від Алессандрії.
Населення — 969 осіб (2014).
Щорічний фестиваль відбувається 7 жовтня. 

## Демографія
Населення за роками:

Станом на 1 січня 2023 року в муніципалітеті офіційно проживало 100 іноземців з 13 країн, серед них 57 громадян країн Євросоюзу та 10 громадян України.

## Сусідні муніципалітети
- Кареццано
- Кассано-Спінола
- Поццоло-Формігаро
- Тортона